# 三合乡 (通江县)
三合乡，是中华人民共和国四川省巴中市通江县曾经下辖的一个乡。2020年5月，撤销三合乡，将原三合乡尖山坪村、胜利村、补巴石村、插垭子村所属行政区域划归铁佛镇管辖，原三合乡清水池村、马三垭村、黑岩坪村、虎台溪村所属行政区域划归麻石镇管辖。

## 行政区划
三合乡撤销前下辖以下地区：
马三垭村、补巴石村、插垭子村、黑岩坪村、虎台溪村、尖山坪村、青水池村和胜利村。